# Eudonia meliturga
Eudonia meliturga là một loài bướm đêm trong họ Crambidae.